# Acer chapaense
Acer chapaense är en kinesträdsväxtart som beskrevs av François Gagnepain. Acer chapaense ingår i släktet lönnar, och familjen kinesträdsväxter. Inga underarter finns listade i Catalogue of Life.